# Взрывы газопровода в Гаосюне (2014)
Взрывы газопровода в тайваньском городе Гаосюн произошли 31 июля 2014 года в 20:46 по местному времени. В результате катастрофы погибло 30 человек, как минимум 309 получили ранения.

## Катастрофа
За три часа до взрывов, в 20:48 по местному времени, очевидцы сообщили в пожарную службу о запахе газа и выходящем из канализационных колодцев белом дыме.
Взрывы произошли вечером в четверг, 31 июля. Свидетели сообщали, они увидели вздымающиеся в воздух огненные шары. Взрыв газопровода вызвал повреждение дороги и аварию на электрической сети. По словам очевидцев, взрыв газопровода поднял в воздух автомобили и мотоциклы. Тела некоторых жертв и транспортные средства были найдены впоследствии на высоте нескольких этажей. К утру пятницы большинство возникших пожаров были потушены.
Премьер-министр Китайской Республики Цзян Ихуа заявил, что всего в городе произошло по меньшей мере пять взрывов. После них 23 600 домохозяйств остались без газа, 12 000 — без электричества, 8000 — без воды.
Пожарные из Гаосюна, Тайнаня и Пиндуна занимались эвакуацией людей и тушением пожаров в городе. Четверо пожарных погибло, 22 получили ранения. Начиная с пятницы спасатели с помощью специально обученных собак приступили к поиску выживших в пострадавших районах.
Многие здания, такие как школы, гостиницы, культурные центры, были использованы как временные убежища для 12 000 человек.

## Расследование
Чан Чиа-Цзюйч, назначенный руководителем сформированного кризисного центра, заявил, что, по его предположению, взрывы были вызваны утечкой пропилена, что означает, что возникшие пожары не следовало тушить водой. Пожарные и спасатели, по его словам, должны были ждать, пока газ выгорит. Пропилен не использовался для бытовых нужд горожан, но поставлялся по трубопроводам на нефтехимические заводы.
Взорвавшийся трубопровод принадлежал компании CPC Corporation.

## Реакция
Президент Китайской Республики Ма Инцзю распорядился оказать помощь жертвам пожаров. Премьер-министр Цзян Ихуа приказал наполовину приспустить государственные флаги с 5 августа на трёхдневный срок в связи с трауром по погибшим в результате взрывов газопровода и в катастрофе в аэропорту Пэнху, случившейся за неделю до этого, в которой погибло 48 человек (из них 46 были гражданами Китайской Республики).
Мэр Гаосюна Чэнь Чу заявил, что в пятницу государственные учреждения и школы в районах, пострадавших от взрывов, будут закрыты в целях облегчения проведения поисково-спасательных операций. Он рекомендовал компаниям-поставщикам газа воздержаться от его поставок в разрушенную часть города. Мэр Гаосюна попросил президента отдать приказ об обследовании подземной системы нефтехимических трубопроводов Гаосюна во избежание подобных событий в будущем и в целях внесения изменений в будущие маршруты прокладки трубопроводов, которые избегали бы густонаселённых районов.
Министерство обороны Тайваня направило на помощь спасателям в Гаосюн 1400 солдат.
Демократическая прогрессивная партия (ДПП) после экстренного совещания под председательством Цай Инвэнь приостановила свою деятельность до прохождения местных выборов в ноябре. Партия также попросила другие муниципалитеты и округа, управляемые ею, направить помощь в Гаосюн. Гоминьдан также приостановил всю свою деятельность до выборов.
В связи с катастрофой на Тайване были отменены несколько фестивалей.
Председатель Китайской Народной Республики Си Цзиньпин выразил соболезнования в связи с взрывом в Гаосюне.

## Последствия катастрофы
Цены на акции ряда тайваньских нефтехимических компаний, особенно тех, что работают в Гаосюне, снизились после взрывов. Из соображений безопасности компания China Petrochemical Development Co., которая также имеет производство в Гаосюне, снизила уровень давления газа в трубах.